# Вајт Шилд (Северна Дакота)
Вајт Шилд (енгл. White Shield) насељено је место без административног статуса у америчкој савезној држави Северна Дакота.

## Демографија
По попису из 2010. године број становника је 336, што је 12 (-3,4%) становника мање него 2000. године.
| Група             | 2000.      | 2010.     |
| Белци             | 3 (0,9%)   | 7 (2,1%)  |
| Афроамериканци    | 0 (0,0%)   | 0 (0,0%)  |
| Азијати           | 0 (0,0%)   | 0 (0,0%)  |
| Хиспаноамериканци | 41 (11,8%) | 18 (5,4%) |
| Укупно            | 348        | 336       |